# Skin (Sabrina Carpenter)
Skin è un singolo della cantante statunitense Sabrina Carpenter, pubblicato il 22 gennaio 2021.

## Video musicale
Il video musicale, diretto da Jason Lester, è stato reso disponibile il 1º febbraio 2021.

## Tracce
Testi e musiche di Sabrina Carpenter, Ryan McMahon e Tia Scola.
1. Skin – 2:57

## Formazione
- Sabrina Carpenter – voce, cori
- Ryan McMahon – programmazione, produzione, registrazione
- Kevin Reeves – mastering
- George Seara – missaggio

## Classifiche
| Classifica (2021) | Posizione massima |
| ----------------- | ----------------- |
| Austria           | 62                |
| Belgio (Fiandre)  | 79                |
| Canada            | 36                |
| Grecia            | 73                |
| Irlanda           | 12                |
| Lituania          | 82                |
| Paesi Bassi       | 78                |
| Portogallo        | 66                |
| Regno Unito       | 28                |
| Singapore         | 21                |
| Stati Uniti       | 48                |
| Svizzera          | 99                |

## Date di pubblicazione
| Paese                 | Data            | Formato                      | Etichetta        | Nota   |
| --------------------- | --------------- | ---------------------------- | ---------------- | ------ |
| Mondo                 | 22 gennaio 2021 | Download digitale, streaming | Island           | [ 13 ] |
| Stati Uniti d'America | 26 gennaio 2021 | Contemporary hit radio       | Island, Republic | [ 14 ] |